# Microsoft Office 2003
Microsoft Office 2003, chiamata anche Office 11, è una versione della suite di produttività personale Microsoft Office.
Con questa versione fu introdotto un nuovo logo, che andò a sostituire lo storico logo del puzzle, e due nuovi programmi, Microsoft InfoPath e Microsoft OneNote. Inoltre, fu introdotta una nuova grafica, che si adegua con il tema Luna di Windows XP.
Office 2003 è l'ultima versione di Office ad essere compatibile con Windows 2000 e ad includere l'Assistente di Office.

## Edizioni
| Applicazione | Bs | Std | SB | Pro | PE |
| ------------ | -- | --- | -- | --- | -- |
| Word         | Sì | Sì  | Sì | Sì  | Sì |
| Excel        | Sì | Sì  | Sì | Sì  | Sì |
| Outlook      | Sì | Sì  | Sì | Sì  | Sì |
| PowerPoint   | No | Sì  | Sì | Sì  | Sì |
| Publisher    | No | No  | Sì | Sì  | Sì |
| Access       | No | No  | No | Sì  | Sì |
| InfoPath     | No | No  | No | No  | Sì |

Prodotti da scaricare non inclusi nei pacchetti sopra citati:
- Front Page
- Groove
- Visio

Esisteva anche una versione "Studenti e Docenti" che presentava le stesse caratteristiche della versione Standard a prezzo ridotto, ma per acquistarla si doveva essere, come dice il nome stesso, uno studente universitario o un docente.

### Vendita
- Le versioni Standard, Small Business e Professional erano disponibili in retail, cioè in vendita al pubblico nei negozi.
- La versione Basic era disponibile solo OEM
- La versione Enterprise era disponibile solo in volume licensing

## Supporto
Nell'aprile 2009 il supporto mainstream terminò passando al supporto esteso, conclusosi l'8 aprile 2014, in concomitanza con il termine del supporto esteso di Windows XP.